# Yale Lary
Robert Yale Lary (Fort Worth, 24 novembre 1930 – Fort Worth, 12 maggio 2017) è stato un giocatore di football americano statunitense che giocò nei ruoli di safety e punter per tutta la carriera con i Detroit Lions della National Football League (NFL). Al college ha giocato a football alla Texas A&M University. È stato inserito nella Pro Football Hall of Fame nel 1979.

## Carriera professionistica

### Detroit Lions
Lary fu scelto dai Detroit Lions nel corso del terzo giro del Draft NFL 1952. Fu un eccellente defensive back dal 1956 al 1964, tranne una breve pausa per svolgere il servizio militare nel 1954-55. Al suo ritorno divenne uno dei migliori punter della storia della lega. Fu uno dei giocatori chiave dei Lions che vinsero tre campionati NFL nel 1952, 1953 e 1957.
Lary giocò a fianco di Jack Christiansen e Jim David all'inizio degli anni sessanta, quando i Lions erano una delle migliori squadre della lega, nella posizione oggi nota come free safety. In carriera mise a segno 50 intercetti e solo recentemente, dopo l'ampliamento del numero di partite stagionali, è stato scalzato dalla lista dei primi 20 nella classifica degli intercetti in carriera, rimanendo terzo nella storia dei Lions.
Le 787 yard ritornate da punt vedono Lary al secondo posto nella storia di Detroit, dietro solo le 1.015 di Lem Barney. Guidò la NFL in yard guadagnate su punt nel 1959, 1961 e 1963, mancando la vittoria nel 1962 per pochi centimetri. Una stagione in cui non vinse, il 1960, gli avversari di Detroit mantennero una media di meno di una yard per ritorno di punt. Dalla propria end zone, Lary calciava i punt spesso e volentieri oltre la metà campo, col pallone che restava in aria abbastanza tempo per i difensori di schierarsi a dovere. Secondo quanto affermato da Paul Hornung nel 2004, Lary fu il miglior punter di sempre.
Lary ebbe una striscia di sei gare e 34 punt consecutivi senza ritorni e si vide bloccare solo 4 punt su 503 calciati in carriera. Lary ritornò anche i kickoff nel 1952-53 e 1956, segnando tre touchdown su ritorni di punt. Fu convocato per nove Pro Bowl ed inserito nella formazione ideale della NFL degli anni 1950.

## Palmarès
- (3) Campione NFL (1952, 1953, 1957)
- (9) Pro Bowl (1953, 1955, 1956, 1957, 1958, 1959, 1960, 1961, 1962, 1964)
- (9) All-Pro (1956, 1957, 1958, 1959, 1960, 1961, 1962, 1963, 1964)
- Formazione ideale della NFL degli anni 1950
- Pro Football Hall of Fame